# Ibrahim Mahlab
Ibrahim Mahlab (in arabo إبراهيم محلب; Il Cairo, 12 aprile 1949) è un politico egiziano, primo ministro dell'Egitto dal 1 marzo 2014 al 19 settembre 2015.
In precedenza ha ricoperto la carica di ministro dell'edilizia. Il 24 febbraio 2014 è stato incaricato dal presidente ad interim Adli Mansur di formare il ministero. Nel mese di giugno dello stesso anno fu incaricato dal nuovo presidente Abdel Fattah al-Sisi di formare il suo secondo ministero.

## Biografia
Ibrahim Mahlab nacque nel 1949. Nel 1972 ottenne la laurea in ingegneria civile all'Università del Cairo. Ha incominciato a lavorare come ingegnere presso Arab Contractors, che è una delle più grandi società di ingegneria e costruzione in tutto il Medio Oriente, dove ha ricoperto numerosi incarichi di alto livello. Nel 2010 ha incominciato la sua carriera politica professionale nel Partito Nazionale Democratico (NDP) fino al suo scioglimento nel 2011, che è stato guidato da Hosni Mubarak. Nello stesso anno ha incominciato come membro della Camera alta del Parlamento egiziano. Il 24 febbraio 2014 fu incaricato dal presidente ad interim Adli Mansur di formare il ministero. Nel mese di giugno dello stesso anno fu incaricato dal nuovo presidente Abdel Fattah al-Sisi di formare il suo secondo ministero.

## Cariche ricoperte
Ibrahim Mahlab fu:
- Membro del Consiglio della Shura, nominato dall'ex presidente Hosni Mubarak prima della rivoluzione del 25 gennaio 2011.
- Vice Presidente e Presidente della Commissione Affari Esteri della Federazione Egiziana di Edilizia e Building Contractors.
- Membro del Consiglio del Centro Ricerche e Studi di Ingegneria Civile, Facoltà di Ingegneria - Università del Cairo.
- Membro del Consiglio della Housing and Building Research Center.
- Imprese Vice Presidente della Società per preservare l'ambiente.
- Membro del Consiglio di amministrazione del Consiglio Arabo per l'acqua.
- Membro del Consiglio della Società Al-Nasr per getti.
- Membro del Consiglio della Banca del Canale di Suez.
- Membro del Board of Trustees dell'Università francese in Egitto.
- Membro dell'Organizzazione Mondiale dei ponti e costruzioni - Zurigo - Svizzera.
- Membro Society of Civil Engineers.
- Membro del Comitato permanente del Codice dei fondamenti del disegno egiziana e l'attuazione dei termini di strutture in calcestruzzo.
- Membro del Comitato permanente sui ponti.
- Membro del Consiglio presidenziale egiziano francese.
- Membro della egiziano-francese Business Association.
- Membro della Camera di commercio americana in Egitto.
- Membro del Consiglio Supremo delle politiche del Partito Nazionale Democratico.